# Assemblage 23
Assemblage 23 – solowy projekt futurepop Toma Sheara.
Przed powstaniem Assemblage 23, Shear we wczesnych latach 80. eksperymentował z muzyką ukrywając się pod pseudonimem Man on a Stage. Większość z tych prac była instrumentalna z powodu wątpienia artysty w swe wokalne umiejętności. Projekt Assemblage 23 narodził się w 1988 r. po zdobyciu przez Sheara doświadczenia. Duże piętno odcisnęła w nim twórczość grupy Depeche Mode. W 1999 r. artysta zawarł kontrakt z kanadyjską wytwórnią Gashed! na wydanie albumu Contempt. Obecnie Tom Shear związany jest z wydawnictwami Accession oraz Metropolis.

## Dyskografia

### Albumy
- 1999 – Contempt
- 2001 – Failure
- 2001 – Addendum
- 2002 – Defiance
- 2004 – Storm
- 2007 – Meta
- 2009 – Compass
- 2012 – Bruise
- 2016 – Endure
- 2020 – Mourn

### Single
- 2001 – Disappoint
- 2002 – Document
- 2004 – Let the Wind Erase Me
- 2004 – Ground
- 2007 – Binary
- 2009 – Spark